# النهر الأحمر (فلم 1948)
النهر الأحمر (بالإنجليزية: Red River) فيلم أبيض وأسود أمريكي غربي إنتاج عام 1948 اخراج وانتاج هاورد هوكس وبطولة جون واين ومونتغمري كليفت. يقدم سردًا خياليًا لأول رحلة مواشي من تكساس إلى كانساس على طول مسار تشيشولم. ينبع التوتر الدراماتيكي من الخلاف المتزايد حول إدارة القيادة بين مزارع تكساس الذي بدأها (واين) وابنه البالغ بالتبني (كليفت).
يضم فريق الممثلين الداعمين للفيلم والتر برينان ، وجوان درو ، وكولين جراي ، وهاري كاري ، وجون إيرلندا ، وهانك ووردن ، ونوه بيري جونيور ، وهاري كاري جونيور ، وبول فيكس. كتب بوردن تشيس وتشارلز شني السيناريو استنادًا إلى قصة تشيس الأصلية (والتي تم نشرها لأول مرة في ساترداي إيفنينغ بوست في عام 1946 باسم "البنادق المشتعلة على طريق تشيشولم").
عند إطلاقه الفيلم نجاحًا تجاريًا ونقديًا وتم ترشيحه لجائزتين من جوائز الأوسكار. في عام 1990 ، تم اختيار ريد ريفر ليتم حفظه في السجل الوطني للأفلام بالولايات المتحدة من قبل مكتبة الكونغرس باعتباره "مهمًا ثقافيًا أو تاريخيًا أو جماليًا". تم اختيار النهر الأحمر من قبل معهد الفيلم الأمريكي باعتباره خامس أكبر غرب على الإطلاق في قائمة معهد الفيلم الأمريكي العشرة الأوائل في عام 2008.

## طاقم التمثيل
- جون واين في دور توماس دونسون
- مونتغمري كليفت في دور ماثيو "مات" جارث
- والتر برينان في دور نادين جروت
- جوان درو في دور تيس ميلاي
- كولين جراي في دور فين
- هاري كاري في دور السيد ملفيل، ممثل شركة غرينوود التجارية.
- نوح بيري جونيور في دور باستر ماكجي (دونسون رانجلر)
- هاري كاري جونيور في دور دان لاتيمر (دونسون رانجلر)
- الرئيس يولاتشي في دور Two Jaw Quo (طباخ Groot الثاني)
- بول فيكس في دور تيلر ياسي (دونسون رانجلر)
- هانك ووردن في دور سيمز ريفز (دونسون رانجلر)
- راي هايك في دور والت جرجنز (دونسون رانجلر)
- والي ويلز في دور الجلد القديم (دونسون رانجلر)
- ميكي كون في دور يونغ مات
- روبرت إم لوبيز في دور هندي

؛غير معتمد
- شيلي وينترز في دور فتاة قاعة الرقص في قطار العربة
- دان وايت في دور لاريدو (دونسون رانجلر)
- توم تايلر في دور Quitter (دونسون رانجلر)
- راي سبايكر في دور عضو في Wagon Train
- جلين سترينج في دور نايلور (دونسون رانجلر)
- رئيس سكاي إيجل في دور رئيس هندي
- إيفان باري في دور بانك كينيلي (دونسون رانجلر)
- لي فيلبس في دور المقامر
- ويليام سيلف في دور سوتر (رانجلر الجريح)
- كارل سيبولفيدا في دور كاوهاند (دونسون رانجلر)
- بيرس لايدن في دور قائد درب العقيد
- هاري كوردينج في دور المقامر
- جورج لويد في دور رايدر مع ميلفيل
- فرانك ميريديث في دور مهندس القطار
- جون ميرتون في دور المستوطن
- جاك مونتغمري في دور سائق في الاجتماع
- بول فييرو في دور فرنانديز (دونسون رانجلر)

## روابط خارجية
- النهر الأحمر  في قاعدة بيانات الأفلام على الإنترنت (بالإنجليزية)
- النهر الأحمر على موقع أول موفي.
- النهر الأحمر (فلم 1948) في قاعدة بيانات تيرنر كلاسيك موفيز للأفلام.
- النهر الأحمر على فهرس معهد الفيلم الأمريكي